# Canton de Muzillac
Le canton de Muzillac est une circonscription électorale française située dans le département du Morbihan et la région Bretagne.
À la suite du redécoupage cantonal de 2014, les limites territoriales du canton sont remaniées. Le nombre de communes du canton passe de 7 à 15.

## Histoire
Un nouveau découpage territorial du Morbihan entre en vigueur à l'occasion des élections départementales de 2015. Il est défini par le décret du 21 février 2014, en application des lois du 17 mai 2013 (loi organique 2013-402 et loi 2013-403). Les conseillers départementaux sont, à compter de ces élections, élus au scrutin majoritaire binominal mixte. Les électeurs de chaque canton élisent au Conseil départemental, nouvelle appellation du Conseil général, deux membres de sexe différent, qui se présentent en binôme de candidats. Les conseillers départementaux sont élus pour 6 ans au scrutin binominal majoritaire à deux tours, l'accès au second tour nécessitant 12,5 % des inscrits au 1er tour. En outre la totalité des conseillers départementaux est renouvelée. Ce nouveau mode de scrutin nécessite un redécoupage des cantons dont le nombre est divisé par deux avec arrondi à l'unité impaire supérieure si ce nombre n'est pas entier impair, assorti de conditions de seuils minimaux. Dans le Morbihan, le nombre de cantons passe ainsi de 42 à 21.
Le nouveau canton de Muzillac est formé des communes de l'ancien canton de Muzillac et de 7 des 8 communes de l'ancien canton de La Roche-Bernard, ainsi que de la commune de Péaule (ancien canton de Questembert), toutes situées dans l'arrondissement de Vannes. Le bureau centralisateur est situé à Muzillac.

## Représentation

### Conseillers d'arrondissement (1833-1940)
| Période                                  | Période          | Identité                                           | Étiquette    | Qualité |
| ---------------------------------------- | ---------------- | -------------------------------------------------- | ------------ | --- |
| 1833                                     | 1839             | Pierre Aimé Julien Claret de La Touche (1781-1870) |              | Vice-Président du Tribunal civil de Vannes, propriétaire à Rieux                                            |
| 1839                                     | 1842             | Louis Fidèle Mauduit                               |              | Notaire à Noyal-Muzillac                                                                                    |
| 1842                                     | 1845             | M. Helleu                                          |              | Contrôleur des douanes à Muzillac                                                                           |
|                                          |                  |                                                    |              | |
| 1895                                     | 1899 (démission) | Urbain Mauduit (1849-1926)                         | Droite       | Propriétaire, maire de Muzillac (1891-1914)                                                                 |
|                                          |                  |                                                    |              | |
| 1904                                     | 1931 (décès)     | Comte Roger d'Andigné (1874-1931)                  | Conservateur | Propriétaire du château de Kervézo, Muzillac                                                                |
| 21 juin 1931                             | 1940             | Joseph Morisso                                     | URD          | Cultivateur, maire de Noyal-Muzillac                                                                        |
| 1940                                     |                  |                                                    |              | Les conseils d'arrondissement ont été suspendus par la loi du 12 octobre 1940 et n'ont jamais été réactivés |
| Les données manquantes sont à compléter. |                  |                                                    |              | |

### Conseillers généraux (1833-2015)
| Période | Période          | Identité                                 | Étiquette                   | Qualité |
| ------- | ---------------- | ---------------------------------------- | --------------------------- | --- |
| 1833    | 1847 (décès)     | Yvon Jollivet (1794-1847)                |                             | Notaire, conseiller municipal de Vannes                                                                               |
| 1848    | 1852             | Léon Jean Marie Couë de la Châtaigneraie |                             | Négociant (marchand de vins en gros) à Muzillac                                                                       |
| 1852    | 1871             | Julien Glais                             |                             | Notaire à Vannes |
| 1871    | 1886 (décès)     | Édouard Lorois                           | Union des droites           | Conseiller d'État Propriétaire à Muzillac Député (1876-1886)                                                          |
| 1886    | 1899 (décès)     | Paul-Émile Lorois (frère du précédent)   | Union des droites Royaliste | Avocat, puis préfet Député (1886-1898), Arzal                                                                         |
| 1899    | 1919             | Urbain Mauduit (1849-1926)               | Droite catholique           | Propriétaire, maire de Muzillac (1891-1914), conseiller d'arrondissement                                              |
| 1919    | 1937             | Jean-Baptiste Besse                      | Rad.ind.                    | Médecin Maire de Muzillac (1932-1935)                                                                                 |
| 1937    | 1940             | Raymond Le Duigou (1898-1979)            | URD                         | Notaire Maire de Muzillac (1935-1971) Nommé conseiller départemental en 1943                                          |
|         |                  |                                          |                             | |
| 1945    | 1973             | Raymond Le Duigou                        | RI                          | Notaire Maire de Muzillac (1935-1971)                                                                                 |
| 1973    | 1999 (démission) | Michel Guégan                            | DVD                         | Agent d'assurances, conseiller municipal de Muzillac Président Communauté de communes du Pays de Muzillac (1995-1998) |
| 1999    | 2015             | Joseph (Jo) Brohan                       | DVD                         | Conseiller fiscal et juridique Maire de Muzillac (2001-2020)                                                          |

### Conseillers départementaux depuis 2015
| Période élective | Période élective | Mandat | Mandat   | Identité              | Nuance | Nuance | Qualité                                         |
| ---------------- | ---------------- | ------ | -------- | --------------------- | ------ | ------ | ----------------------------------------------- |
| 2015             | 2021             | 2015   | 2021     | Alain Guihard         |        | DVD    | Retraité - Maire de Nivillac (2014-2021)        |
| 2015             | 2021             | 2015   | 2021     | Marie-Odile Jarligant |        | DVD    | Chef d'entreprise - Maire d'Arzal (depuis 2014) |
| 2021             | 2028             | 2021   | en cours | Alain Guihard         |        | DVD    | Conseiller sortant                              |
| 2021             | 2028             | 2021   | en cours | Marie Odile Jarligant |        | DVD    | Conseillère sortante                            |

### Résultats détaillés

#### Élections de mars 2015
À l'issue du 1er tour des élections départementales de 2015, deux binômes sont en ballottage : Alain Guihard et Marie-Odile Jarligant (Union de la Droite, 47,45 %) et Bertrand Palicot et Evelyne Petit (FN, 24,21 %). Le taux de participation est de 53,18 % (13 722 votants sur 25 803 inscrits) contre 52,56 % au niveau départemental et 50,17 % au niveau national.
Au second tour, Alain Guihard et Marie-Odile Jarligant (Union de la Droite) sont élus avec 72,73 % des suffrages exprimés et un taux de participation de 51,19 % (8 464 voix pour 13 208 votants et 25 803 inscrits).

#### Élections de juin 2021
Le premier tour des élections départementales de 2021 est marqué par un très faible taux de participation (33,26 % au niveau national). Dans le canton de Muzillac, ce taux de participation est de 34,88 % (10 017 votants sur 28 719 inscrits) contre 34,81 % au niveau départemental. À l'issue de ce premier tour, deux binômes sont en ballottage : Alain Guihard et Marie Odile Jarligant (DVD, 75,58 %) et Aurelie Le Goff et Joris Robic (RN, 24,42 %).
Le second tour des élections est marqué une nouvelle fois par une abstention massive équivalente au premier tour. Les taux de participation sont de 34,36 % au niveau national, 36 % dans le département et 34,99 % dans le canton de Muzillac. Alain Guihard et Marie Odile Jarligant (DVD) sont élus avec 76,71 % des suffrages exprimés (6 866 voix pour 10 052 votants et 28 725 inscrits),,. 

## Composition

### Composition avant 2015

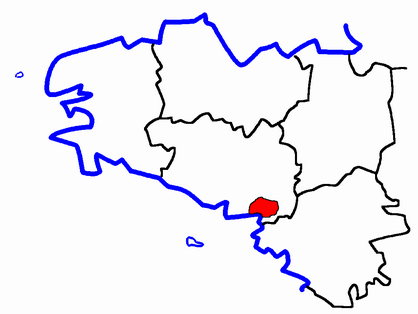
Situation du canton de Muzillac dans le département du Morbihan avant 2015.

Jusqu'en 2015, le canton de Muzillac regroupait sept communes.
| Nom                  | Code Insee | Codepostal | Superficie (km2) | Population (dernière pop. légale) | Densité (hab./km2) |
| -------------------- | ---------- | ---------- | ---------------- | --------------------------------- | ------------------ |
| Muzillac (chef-lieu) | 56143      | 56190      | 39,50            | 4 793 (2012)                      | 121                |
| Ambon                | 56002      | 56190      | 38,04            | 1 767 (2012)                      | 46                 |
| Arzal                | 56004      | 56190      | 23,44            | 1 539 (2012)                      | 66                 |
| Billiers             | 56018      | 56190      | 5,87             | 905 (2012)                        | 154                |
| Damgan               | 56052      | 56750      | 10,16            | 1 632 (2012)                      | 161                |
| Le Guerno            | 56077      | 56190      | 9,75             | 905 (2012)                        | 93                 |
| Noyal-Muzillac       | 56149      | 56190      | 48,89            | 2 529 (2012)                      | 52                 |

### Composition depuis 2015
Le canton de Muzillac regroupe désormais quinze communes entières.
| Nom                              | Code Insee | Intercommunalité                           | Superficie (km2) | Population (dernière pop. légale) | Densité (hab./km2) | Modifier                                    |
| -------------------------------- | ---------- | ------------------------------------------ | ---------------- | --------------------------------- | ------------------ | ------------------------------------------- |
| Muzillac (bureau centralisateur) | 56143      | CC Arc Sud Bretagne                        | 39,50            | 5 022 (2022)                      | 127                | modifier les données · modifier les données |
| Ambon                            | 56002      | CC Arc Sud Bretagne                        | 38,04            | 2 091 (2022)                      | 55                 | modifier les données · modifier les données |
| Arzal                            | 56004      | CC Arc Sud Bretagne                        | 23,44            | 1 794 (2022)                      | 77                 | modifier les données · modifier les données |
| Billiers                         | 56018      | CC Arc Sud Bretagne                        | 5,87             | 1 056 (2022)                      | 180                | modifier les données · modifier les données |
| Camoël                           | 56030      | CA de la Presqu'île de Guérande Atlantique | 14,33            | 1 156 (2022)                      | 81                 | modifier les données · modifier les données |
| Damgan                           | 56052      | CC Arc Sud Bretagne                        | 10,16            | 1 930 (2022)                      | 190                | modifier les données · modifier les données |
| Férel                            | 56058      | CA de la Presqu'île de Guérande Atlantique | 28,90            | 3 445 (2022)                      | 119                | modifier les données · modifier les données |
| Le Guerno                        | 56077      | CC Arc Sud Bretagne                        | 9,75             | 975 (2022)                        | 100                | modifier les données · modifier les données |
| Marzan                           | 56126      | CC Arc Sud Bretagne                        | 33,84            | 2 611 (2022)                      | 77                 | modifier les données · modifier les données |
| Nivillac                         | 56147      | CC Arc Sud Bretagne                        | 55,48            | 4 874 (2022)                      | 88                 | modifier les données · modifier les données |
| Noyal-Muzillac                   | 56149      | CC Arc Sud Bretagne                        | 48,89            | 2 548 (2022)                      | 52                 | modifier les données · modifier les données |
| Péaule                           | 56153      | CC Arc Sud Bretagne                        | 39,25            | 2 856 (2022)                      | 73                 | modifier les données · modifier les données |
| Pénestin                         | 56155      | CA de la Presqu'île de Guérande Atlantique | 21,69            | 2 057 (2022)                      | 95                 | modifier les données · modifier les données |
| La Roche-Bernard                 | 56195      | CC Arc Sud Bretagne                        | 0,43             | 720 (2022)                        | 1 674              | modifier les données · modifier les données |
| Saint-Dolay                      | 56212      | CC Arc Sud Bretagne                        | 48,26            | 2 636 (2022)                      | 55                 | modifier les données · modifier les données |
| Canton de Muzillac               | 5611       |                                            | 417,83           | 35 771 (2022)                     | 86                 | modifier les données                        |

## Démographie

### Démographie avant 2015
| 1962  | 1968  | 1975  | 1982  | 1990  | 1999   | 2006   | 2011   | 2012   |
| ----- | ----- | ----- | ----- | ----- | ------ | ------ | ------ | ------ |
| 7 867 | 8 087 | 8 579 | 8 956 | 9 643 | 10 511 | 12 449 | 13 883 | 14 070 |

### Démographie depuis 2015
En 2022, le canton comptait 35 771 habitants, en évolution de +7,48 % par rapport à 2016 (Morbihan : +3,82 %, France hors Mayotte : +2,11 %).
| 2013   | 2018   | 2022   |
| ------ | ------ | ------ |
| 32 294 | 34 074 | 35 771 |